# مورگان نویل
مورگان نویل (انگلیسی: Morgan Neville؛ زادهٔ ۱۰ اکتبر ۱۹۶۷) یک کارگردان اهل ایالات متحده آمریکا است که به خاطر کارگردانیِ فیلمِ مستندِ ۲۰ قدم تا ستاره بودن شهرت دارد.